# NGC 7183
NGC 7183 is een spiraalvormig sterrenstelsel in het sterrenbeeld Waterman. Het hemelobject werd op 23 september 1786 ontdekt door de Duits-Britse astronoom William Herschel.

## Synoniemen
- ESO 601-8
- MCG -3-56-4
- IRAS 21596-1909
- PGC 67892